# Quận Seneca, Ohio
Quận Seneca là một quận thuộc tiểu bang Ohio, Hoa Kỳ. Quận lỵ đóng ở Tiffin6. Dân số theo điều tra năm 2010 của Cục điều tra dân số Hoa Kỳ là 55069 người.

## Lịch sử
Quận đã bị chiếm đóng từ lâu bởi một loạt các dân tộc bản địa. Các nhà buôn lông thú của Pháp, Anh và Mỹ đã thiết lập quan hệ với họ trong và sau thời kỳ thuộc địa.
Quận hầu như không có người Mỹ sinh sống cho đến những năm 1830, nhưng thời kỳ này là một trong những cuộc di cư của những người định cư từ New York và New England. Việc di cư được khuyến khích bởi việc hoàn thành kênh đào Erie qua New York, kết nối các thị trường bên Hồ Lớn với sông Hudson và thành phố New York. Đến năm 1860, dân số của quận Seneca đã tăng lên bằng khoảng một nửa số cư dân hiện tại. Quận được phát triển theo hướng nông nghiệp và phát triển chậm lại sau đó
Quận từng có một số giai đoạn gia tăng dân số rõ rệt hơn vào cuối thế kỷ 19, trong thời kỳ Đại khủng hoảng và bùng nổ sau Thế chiến II . Vào năm 1980, dân số được duy trì ở mức 61,901, và đã giảm dần kể từ đó. Kể từ khoảng năm 2000, dân số của quận giảm khoảng 100–300 người mỗi năm, chủ yếu do số người di cư khoảng 300 người hàng năm. Sự sụt giảm này được dự báo sẽ tiếp tục trong tương lai.

## Địa lý
Theo Cục điều tra dân số Hoa Kỳ, quận này có diện tích 1430 km2, trong đó có 5 km2 là diện tích mặt nước.
Gần 80% tổng diện tích của quận là đất nông nghiệp. Khoảng 10% được bao phủ bởi rừng. Phần lớn phần còn lại được phát triển, với một số là đồng cỏ .
Địa hình của quận Seneca gần bằng phẳng, dốc thoải từ khoảng 290 m trên mực nước biển ở hướng đông nam đến khoảng 210 m trên mực nước biển ở rìa của Đầm lầy Đen lớn trước tiên ở hướng tây bắc. Tuy nhiên, phần lớn diện tích của quận nằm trong khoảng từ 230 đến 260 m trên mực nước biển. Hầu như toàn bộ quận thuộc lưu vực thoát nước sông Sandusky ; sông chia đôi quận từ bắc xuống nam hơi tây của trung lưu của nó; Tiffin phát triển ở cả hai bên sông, chảy về hướng bắc đến cửa hồ Erie. Có một số địa hình dốc hơn dọc theo dòng sông, được hình thành bởi các khe núi không thường xuyên của các phụ lưu của nó.
Great Lakes có nhiệt độ vừa phải, nhưng quận Seneca về cơ bản có khí hậu lục địa . Sau khi hầu hết các khu rừng bị phá để phát triển nông nghiệp, vi khí hậu đã bị phá vỡ. Mùa đông có thể khắc nghiệt, với lượng tuyết rơi dồi dào do ảnh hưởng của tuyết ở hồ . Mùa hè thường nóng và ẩm áp bức, giáp với cận nhiệt đới . Bề mặt gần như không có gì đặc biệt không tạo ra bất kỳ trở ngại nào đối với những cơn gió mùa đông từ Canada quét về hướng nam, dẫn đến đôi khi gió cực kỳ lạnh . Trong một mô tả năm 1906, khí hậu địa phương được mô tả là "khá có hại cho sức khỏe".

### Các quận giáp ranh
- Quận Sandusky (hướng Bắc)
- Quận Huron (hướng Đông)
- Quận Crawford (hướng Đông Nam)
- Quận Wyandot (hướng Tây Nam)
- Quận Hancock (hướng Tây)
- Quận Wood (hướng Tây Bắc)

## Thông tin nhân khẩu

### Điều tra dân số năm 2000
Theo điều tra dân số năm 2000, có 58.683 người, 22.292 hộ gia đình và 15.738 gia đình cư trú trong quận. Mật độ dân số là 107 người trên một dặm vuông (41 / km 2 ). Có 23.692 đơn vị nhà ở với mật độ trung bình là 43 trên một dặm vuông (17 / km 2 ). Thành phần chủng tộc của quận là 95,04% da trắng , 1,76% da đen hoặc người Mỹ gốc Phi , 0,18% người Mỹ bản địa , 0,38% châu Á , 0,01% cư dân Đảo Thái Bình Dương , 1,39% từ các chủng tộc khác và 1,25% từ hai hoặc nhiều chủng tộc. 3,36% dân số là người gốc Tây Ban Nha hoặc Latin của bất kỳ chủng tộc nào.
Có 22.292 hộ gia đình, trong đó 33,40% có trẻ em dưới 18 tuổi sống cùng, 56,10% là các cặp vợ chồng sống chung, 10,20% có chủ hộ là nữ không có chồng và 29,40% là những người không có gia đình. 24,70% tổng số hộ gia đình được tạo thành từ các cá nhân và 10,60% có người sống một mình 65 tuổi trở lên có người sống một mình. Quy mô hộ trung bình là 2,56 và quy mô gia đình trung bình là 3,04.
Trong quận, dân số được dàn trải, với 26,00% dưới 18 tuổi, 10,40% từ 18 đến 24, 27,20% từ 25 đến 44, 22,40% từ 45 đến 64 và 14,10% là 65 tuổi hoặc lớn hơn. Tuổi trung bình là 36 tuổi. Đối với mỗi 100 nữ có 98,00 nam giới. Cứ 100 nữ 18 tuổi trở lên, đã có 95,70 nam giới.
Thu nhập trung bình cho một hộ gia đình trong quận là 38.037 đô la, và thu nhập trung bình cho một gia đình là 44.600 đô la. Nam giới có thu nhập trung bình là $ 32.387 so với $ 22.383 đối với nữ giới. Thu nhập bình quân đầu người của quận là 17.027 đô la. Khoảng 6,10% gia đình và 9,00% dân số dưới mức nghèo khổ , bao gồm 9,60% những người dưới 18 tuổi và 7,20% những người 65 tuổi trở lên.

### Điều tra dân số năm 2010
Theo Điều tra dân số Hoa Kỳ năm 2010, có 56.745 người, 21.774 hộ gia đình và 14.870 gia đình cư trú trong quận. Mật độ dân số là 103,0 người trên một dặm vuông (39,8 / km 2). Có 24.122 đơn vị nhà ở với mật độ trung bình là 43,8 trên dặm vuông (16,9/ km2). Thành phần chủng tộc của quận là 93,7% người da trắng, 2,3% người da đen hoặc người Mỹ gốc Phi, 0,6% người châu Á, 0,2% người Mỹ da đỏ, 1,3% từ các chủng tộc khác và 1,9% từ hai chủng tộc trở lên. Những người gốc Tây Ban Nha hoặc La tinh chiếm 4,4% dân số.  Về tổ tiên, 47,6% là người Đức , 10,4% là người Ailen , 8,9% là người Mỹ, và 8,2% là người Anh.
Trong số 21.774 hộ gia đình, 31,4% có trẻ em dưới 18 tuổi sống chung, 51,6% là các cặp vợ chồng sống chung, 11,3% có chủ hộ là nữ không có chồng, 31,7% là những người không có gia đình và 26,3% của tất cả các hộ gia đình. được tạo thành từ các cá nhân. Quy mô hộ trung bình là 2,49 và quy mô gia đình trung bình là 2,97. Độ tuổi trung bình là 38,8 tuổi.
Thu nhập trung bình cho một hộ gia đình trong quận là $ 42,573 và thu nhập trung bình cho một gia đình là $ 51,216. Nam giới có thu nhập trung bình là $ 39.494 so với $ 30.286 đối với nữ giới. Thu nhập bình quân đầu người của quận là $ 20,976. Khoảng 8,7% gia đình và 11,9% dân số ở dưới mức nghèo khổ , bao gồm 17,9% những người dưới 18 tuổi và 8,3% những người từ 65 tuổi trở lên.

## Chính trị
Trước năm 1936, quận Seneca ủng hộ đảng Dân chủ trong các cuộc bầu cử tổng thống, chỉ ủng hộ các ứng cử viên đảng Cộng hòa bốn lần từ năm 1856 đến năm 1932. Nhưng bắt đầu từ cuộc bầu cử năm 1936, quận đã chuyển sang ủng hộ Đảng Cộng hòa. Sau này, quận chỉ ủng hộ đảng Dân chủ 2 lần : Lyndon B. Johnson năm 1964 và Bill Clinton năm 1996.